# ویرانه

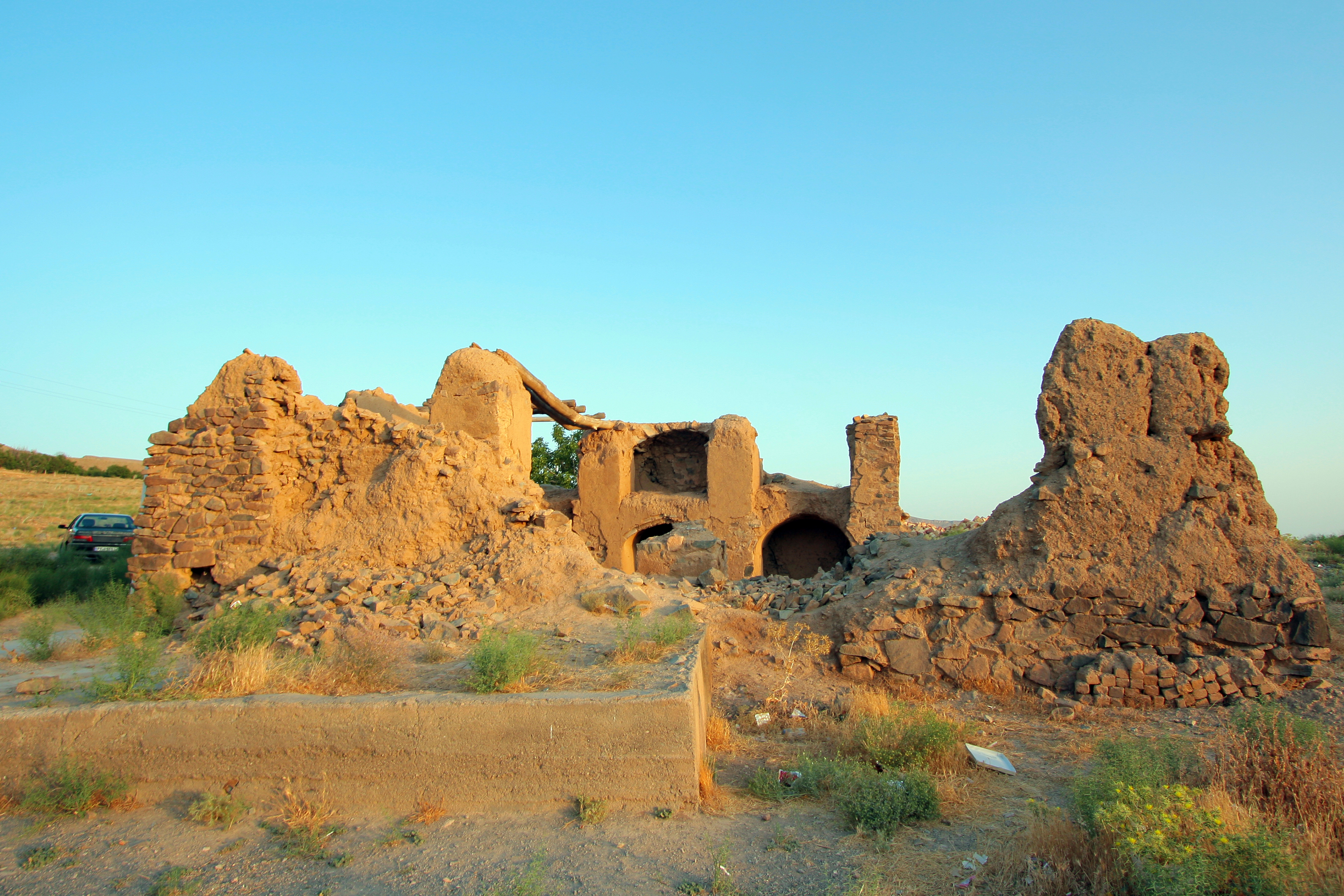
ویرانه چهارطاقی روستای کرمجگان قم که تخریب آن در دوره معاصر صورت گرفته

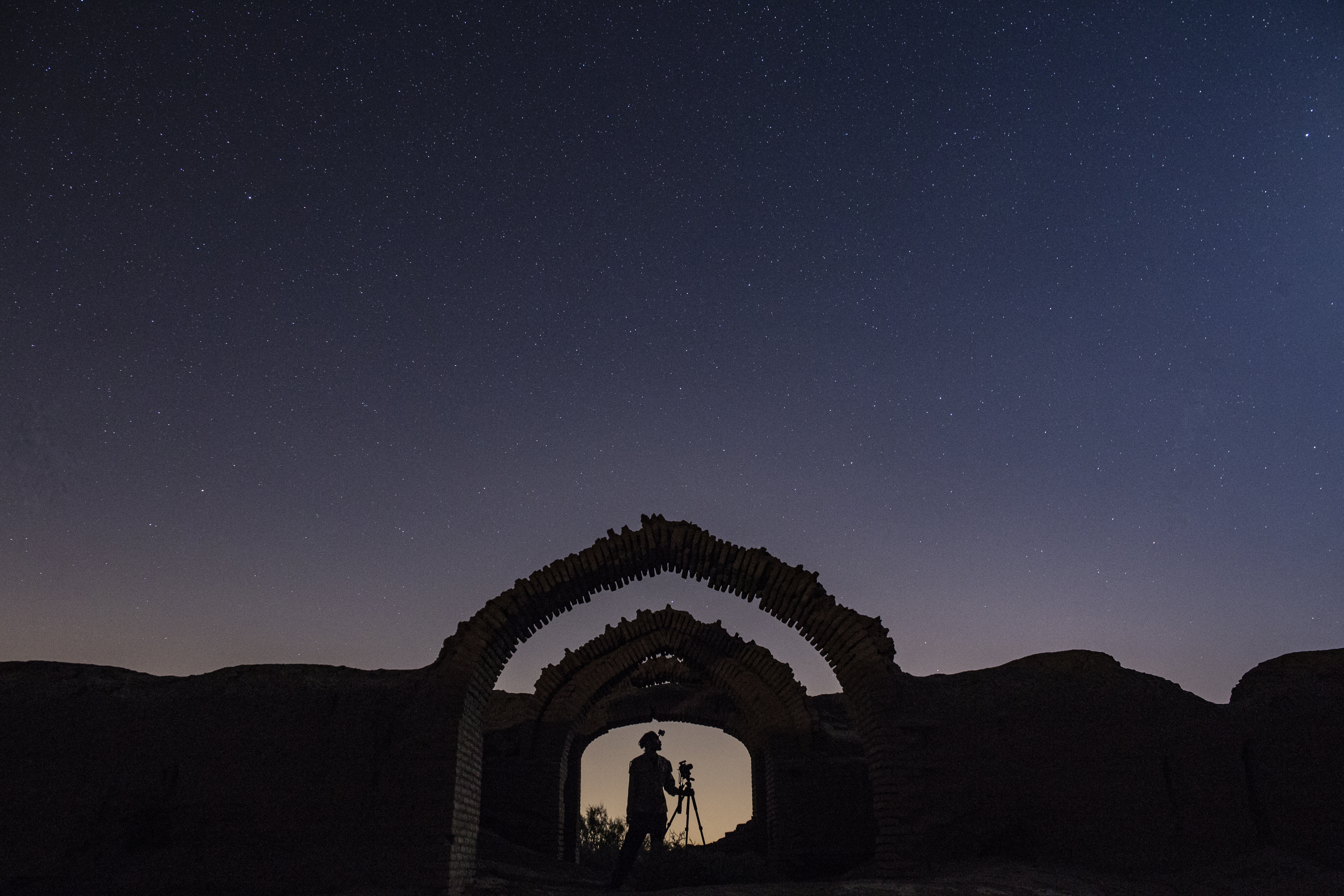
نمای سایه‌نمای ویرانه به جای مانده از کاروانسرایی موسوم به دیرگلی در استان قم

ویرانه‌ها یا خرابه‌ها (در ادبیات فارسی:اطلال و حطام) بازمانده ساختمان‌های بشری اند که طی حوادث و رویداها جنگ یا مهاجرت سکنه تبدیل به ویرانه و محل نامسکون شده‌اند.
ویرانه‌های برجای مانده از تمدن‌ها و شهرهای بزرگ یک منطقه تاریخی است و ممکن است مورد کاوش‌های باستان‌شناسی قرار گیرد.